# 萊斯特維爾鎮區 (密蘇里州雷諾茲縣)
萊斯特維爾鎮區（英語：Lesterville Township）是位於美國密蘇里州雷諾茲縣的一個行政鎮區。

## 地方資料
萊斯特維爾鎮區的面積為287.04平方千米，當中陸地面積為284.12平方千米，而水域面積為2.92平方千米。根據2020年美國人口普查的數據，當地共有人口598人，而人口密度為每平方千米2.08人。